# Resolutie 2159 Veiligheidsraad Verenigde Naties
Resolutie 2159 van de Veiligheidsraad van de Verenigde Naties werd op 9 juni 2014 unaniem aangenomen door de VN-Veiligheidsraad. De resolutie verlengde het panel van experts dat in 2010 was gevormd om toe te zien op de sancties die toen tegen Iran waren getroffen opnieuw met een jaar.

## Achtergrond
Irans nucleaire programma werd reeds in de jaren 1950 en met Amerikaanse ondersteuning op touw gezet om kernenergie voort te brengen. Na de Iraanse Revolutie in 1979 lag het kernprogramma stil. Eind jaren 1980 werd het, deze keer zonder westerse steun maar met medewerking van Rusland en China, hervat. Er rees echter internationale bezorgdheid dat het land ook de ambitie had om kernwapens te ontwikkelen.

## Inhoud
Het mandaat van het panel van experts werd verlengd tot 9 juli 2015. Het panel werd ook opnieuw gevraagd binnen de maand een werkprogramma in te dienen. Ten slotte werden alle landen en betrokken partijen gevraagd hun medewerking te verlenen aan de experts.

## Verwante resoluties
- Resolutie 2049 Veiligheidsraad Verenigde Naties (2012)
- Resolutie 2105 Veiligheidsraad Verenigde Naties (2013)
- Resolutie 2224 Veiligheidsraad Verenigde Naties (2015)
- Resolutie 2231 Veiligheidsraad Verenigde Naties (2015)

Lijst ·  2133 ·  2134 ·  2135 ·  2136 ·  2137 ·  2138 ·  2139 ·  2140 ·  2141 ·  2142 ·  2143 ·  2144 ·  2145 ·  2146 ·  2147 ·  2148 ·  2149 ·  2150 ·  2151 ·  2152 ·  2153 ·  2154 ·  2155 ·  2156 ·  2157 ·  2158 ·  2159 ·  2160 ·  2161 ·  2162 ·  2163 ·  2164 ·  2165 ·  2166 ·  2167 ·  2168 ·  2169 ·  2170 ·  2171 ·  2172 ·  2173 ·  2174 ·  2175 ·  2176 ·  2177 ·  2178 ·  2179 ·  2180 ·  2181 ·  2182 ·  2183 ·  2184 ·  2185 ·  2186 ·  2187 ·  2188 ·  2189 ·  2190 ·  2191 ·  2192 ·  2193 ·  2194 ·  2195